# Choszczno (gemeente)
De gemeente Choszczno (gmina Choszczno) is een stad- en landgemeente met 22.135 inwoners (2010) in de Poolse powiat Choszczeński in West-Pommeren. Hoofdplaats is de stad Choszczno. De gemeente beslaat een oppervlakte van 246,53 km², 18,6% van de totale oppervlakte van de powiat.
Aangrenzende gemeenten:
- Bierzwnik, Drawno, Krzęcin, Pełczyce en Recz (powiat Choszczeński)
- Dolice en Suchań (powiat Stargardzki)

## Demografie
Stand op 30 juni 2004:
| Omschrijving                   | Totaal | Totaal | Vrouwen | Vrouwen | Mannen | Mannen |
| ------------------------------ | ------ | ------ | ------- | ------- | ------ | ------ |
| eenheid                        | aantal | %      | aantal  | %       | aantal | %      |
| inwoners                       | 22.320 | 100    | 11.344  | 50,8    | 10.976 | 49,2   |
| bevolkingsdichtheid (inw./km²) | 90,5   | 90,5   | 46      | 46      | 44,5   | 44,5   |

De gemeente heeft 44,4% van het aantal inwoners van de powiat. In 2002 bedroeg het gemiddelde inkomen per inwoner 1293,15 zł.

## Plaatsen
- Choszczno (Duits Arnswalde, stad sinds 1284)

Administratieve plaatsen (sołectwo) van de gemeente Choszczno:
- Gleźno, Kołki, Koplin, Korytowo, Piasecznik, Radaczewo, Raduń, Rzecko, Sławęcin, Smoleń, Stary Klukom, Stradzewo, Sulino, Suliszewo, Wardyń, Zamęcin en Zwierzyń.

Zonder de status sołectwo: Baczyn, Bonin, Chełpa, Czernice, Gołcza, Gostyczyn, Krzowiec, Łaszewo, Nowe Żeńsko, Oraczewice, Pakość, Płoki, Radlice, Roztocze, Rudniki, Rzeczki, Stawin, Sulechówek, Sułowo, Witoszyn, Wysokie.

## Partnergemeenten
- Weststellingwerf (Nederland, sinds 1992)
- Alytus (districtsgemeente) (Litouwen)
- Fürstenwalde (Duitsland)